# Torarp
Torarp är en tidigare tätort i Karlshamns kommun i Blekinge län. Vid 2015 års tätortsavgränsning hade bebyggelsen vuxit samman med Karlshamns tätort.

## Befolkningsutveckling
| Befolkningsutvecklingen i Torarp 1980–2010            | Befolkningsutvecklingen i Torarp 1980–2010 | Befolkningsutvecklingen i Torarp 1980–2010 | Befolkningsutvecklingen i Torarp 1980–2010 | Befolkningsutvecklingen i Torarp 1980–2010 |
| ----------------------------------------------------- | ------------------------------------------ | ------------------------------------------ | ------------------------------------------ | ------------------------------------------ |
|                                                       |                                            |                                            |                                            |                                            |
| År                                                    |                                            |                                            | Folkmängd                                  | Areal (ha)                                 |
| 1980                                                  | 1980                                       |                                            | 265                                        |                                            |
| 1990                                                  | 1990                                       |                                            | 256                                        | 80                                         |
| 1995                                                  | 1995                                       |                                            | 271                                        | 82                                         |
| 2000                                                  | 2000                                       |                                            | 278                                        | 79                                         |
| 2005                                                  | 2005                                       |                                            | 273                                        | 80                                         |
| 2010                                                  | 2010                                       |                                            | 263                                        | 79                                         |
| Anm.: Ny tätort 1980. Sammanvuxen med Karlshamn 2015. |                                            |                                            |                                            |                                            |